# أنجيلا كوري
أنجيلا كوري (بالإنجليزية: Angela Corey)‏ هي محامية أمريكية، ولدت في 31 أكتوبر 1954 في جاكسونفيل في الولايات المتحدة.